# ターズィエ

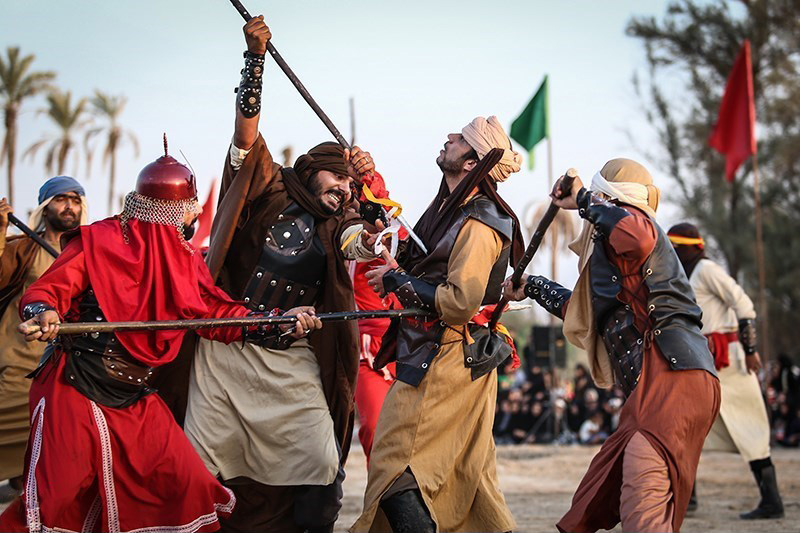
2017年ブーシェヘルで演じられたターズィエの1コマ

ターズィエ（ペルシア語: تعزیه, ラテン文字転写: taʿzīe、タージヤ、タァズィーエ）は、アラビア語からペルシア語に入った語で、シーア派でいうイマームの殉教を悼む哀悼行事、およびそれに関するものなどを指す。十二イマーム派ではイマームの殉教を偲んで泣く行為は救済に繋がるとされたため、特にイマーム・フサインが殉教したカルバラーの惨劇が起きたムハッラム月9日（タースーアー）と同月10日（アーシューラー）のターズィエが盛んになった。全体としてムハッラム月の10日間に行われるターズィエは、いわゆるハレの機会であり、シーア派ムスリムにとって、年に一度の最も重要な「お祭り」の一つである。
レバノンのシーア派信徒の多い地域では、イマームの死を悼む詩の朗詠会を意味し、パキスタンでは哀悼行列で担ぐ墓廟のミニチュアを載せた山車を指す。現代ペルシア語では、集会でイマーム一族の殉教を再現して感情移入し慟哭したり、哀悼の意を表現しながら行進したり、殉教劇を演じることを指す。
イマームとその一族の殉教を偲ぶ哀悼行事は、主として言説と所作で構成され、前者には哀歌やカルバラーの出来事の語り、イマームを虐げた者への呪詛があり、後者は身体を叩く仕草、慟哭、行列、殉教シーンの再現などがあるが、これらが入り交じり発展した。語りものは、イマームの殺害について叙述したマクタル書の朗読に即興的な語りが加わり、ロウゼ・ハーニーへと発展した。胸を叩いて哀悼の意を表現する所作（スィーネ・ザニー）では、手のみならず、鎖の束や刃を用いる場合があり、刃で頭部を傷つける例もある。

## 歴史

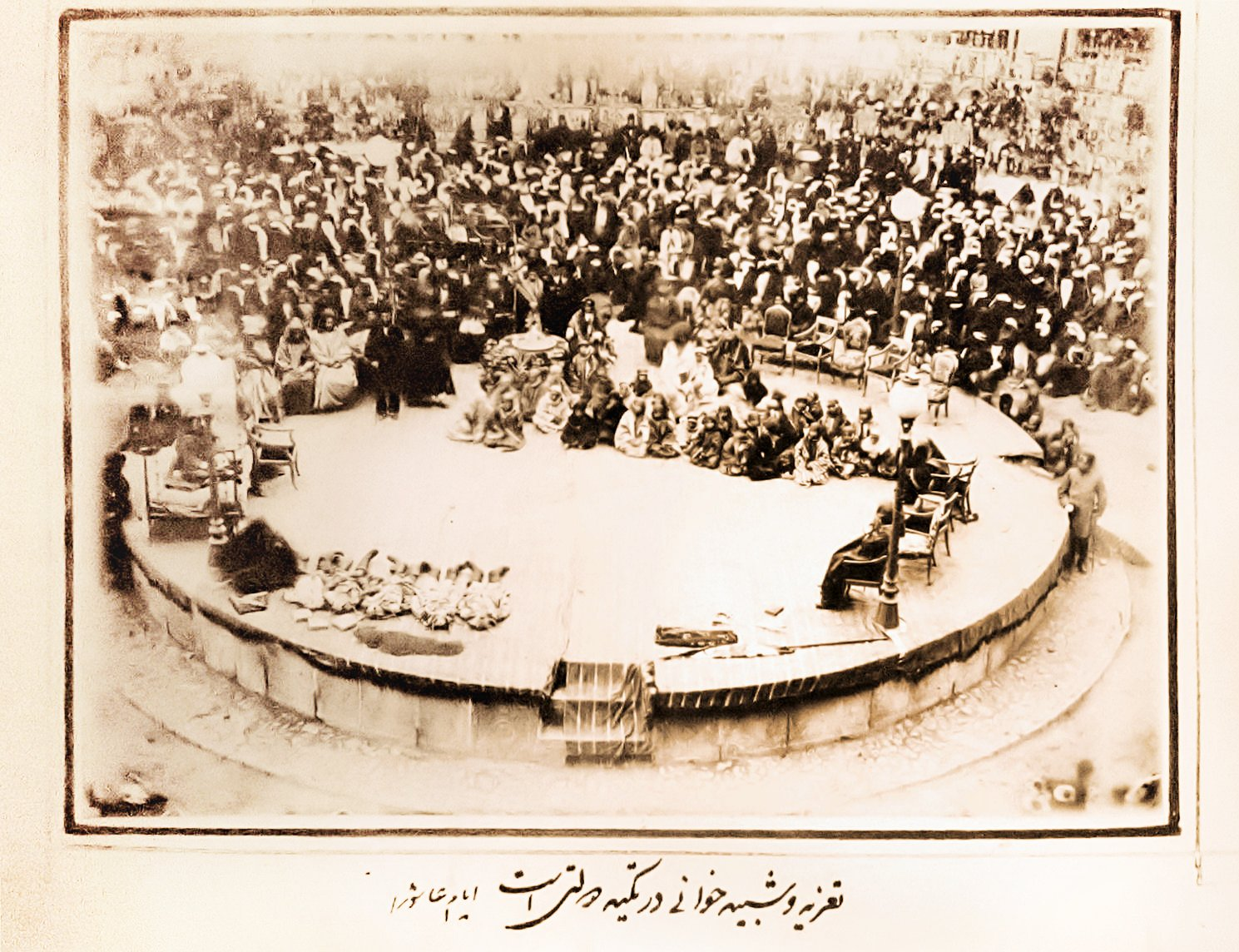
19世紀末、ゴレスターン宮殿に隣接して建設されたテキーエ・ドラトで上演されたターズィエの古写真

ペルシア語の taʿzīe は、もともとは「同情する」「慰める、哀悼の意を伝える」を意味するアラビア語の動詞派生形第2形 عَزَّى（ʿazzā, アッザー）の動名詞 تَعْزِيَةٌ（taʿziya(h), タアズィヤ, 「同情；慰め、哀悼」）を借用してペルシア語に定着した名詞である。
殉教劇の起源は不明であるが、ブワイフ朝にシーア派の追悼儀式が始まったという説がある。サファヴィー朝以降は、ダステ（小集団）単位で、詩（ノウヘ）や音楽にあわせ、身体を打つしぐざも織り交ぜながら街中を練り歩き、また、アラムやナフルと呼ばれる竿に多様な装飾がついた道具や山車を運び、フサインの愛馬を模した馬が牽かれるなど大掛かりな行事へと展開した。この時期はモフタシャム・カーシャーニーといった詩人の悲歌が登場し、文学的な豊かさが増した。
ガージャール朝期下では、シャビーと呼ばれる宗教劇が、一部ウラマーの反対にもかかわらず広く愛好された。この時期に完全な劇の形になり、上演するためのテキーエと呼ばれる場所も作られた。フォン・グルーネバウムによると、アーシューラーのクライマックスでターズィエが上演されるようになったのは「比較的最近（19世紀）のこと」である。
20世紀始め頃から、地方を巡回するターズィエ役者が現れた。ターズィエの集会や行進が騒擾事件や民衆蜂起に発展することを危惧したパフラヴィー朝は哀悼行事への統制を行なったが、それにもかかわらず殉教劇は存続した。
1970年代に入るとむしろ伝統演劇として再評価され、国が主催する芸術祭で上演された他、1976年には国際ターズィエ・シンポジウムも開催され、その特質や発展を関係諸分野から論じている。
イラン・イスラーム共和国は殉教劇を認め、公的な場所で上演されている。

## イランにおけるターズィエ
イランでは、シーア派の信条、ペルシア詩、そしてイランの伝統音楽を使用するため、このような殉教劇は長い歴史を持つ唯一のイランの演劇とみなされている。
2009年には、国民遺産の無形遺産リストに第10番目の遺産として登録された。また2010年にはユネスコの無形文化遺産に「タァズィーエの儀式の演劇芸術」（英: Ritual dramatic art of Ta‘zīye）として登録された。

### 意義
嶋本によれば、イランにおけるターズィエの意義は以下の四つに分類できるという。
1. 「祖形」の再生 - 年中行事というのは、繰り返し行われることに意義がある。殊にその行事が共同体の宗教的伝統の核心に関わる場合、反復は特別に重要な意味を持つ。十二イマーム派の共同体の核心部分に、3代目イマーム・ホセイン[注 1]の凄惨な殉死が据えられることは明らかであり、この事件を忘却することは、共同体存立の基盤を崩すことでもある。従って、すでに何年来この故事を知る者、また新たにそれを知るようになった若者の間で、イマームとその一族の悲劇を追体験することにとって、各信者は共同体の一員として、また宗教的人間としての実存を実感することができたのである。
2. 救済論 - 敬慕する信仰の対象を日々の生活のなかで実感しながら有意義な生活を送ることとは別に、ターズィエに参加したり、観覧したりすることには、救済論的意味があった。人々は、行事に様々な形で関与することによって、聖なるイマームのバラカ（アラビア語版、英語版）（霊力）の助を得て、至福の来世を約束された。信者の信仰生活は、ひとえに救済されたいという切なる願望に基づいている（現世利益、後生善処）。熱狂的な路上での行進に際し、失明するようなことがあっても、それは逆にその者の功徳と見なされ、即座に天国へ入ることが許されるという信仰があった。さらにこの行事に参加するものは、アドル（公正、正義）を代表するイマーム・ホセインに与して、この世にはびこるズルム（不正）と戦い、究極的にイマームのとりなしを得ることができるのである。
3. 教義の宣伝 - 年々歳々イマーム一族の悲史を繰り返し再現し、それに多数の信者が参加することによって、彼らは自然に視聴覚的に十二イマーム派の教義の核心を学習することができた点も、意義の一つである。ターズィエに際しては、必ず、ロウゼ・ハーニーといわれる詠唱者がイマーム一族の歴史を感動的な調子で歌い上げ、聴衆の涙を誘った。概して、ターズィエの詠唱においては、平易なペルシア語が用いられ、一般の人々にも十分理解することができた。また、このようなイマーム族の歴史の教化は、ムハッラム月のみならず、平常の月間においても地区集会の場で行われており、民衆レベルでの十二イマーム派の教化に大いに力があったと思われる。
4. 欲求のはけ口 - 最後の意義として、変動期社会の人々にとって欲求のはけ口となった点がある。変動する社会では、前時代の社会制度との矛盾の対立の結果、人々の行動様式そのものに変化が生じてくる。この社会的変動期の諸矛盾に対応するために、人々は政治参加その他の方法で何らかの解決を見出そうとする。しかし、その社会に解決の装置（例えば議会民主主義のような）が十分に備わっていない場合、人々の欲求不満のはけ口として旧来の慣習が利用される。ターズィエに不可分に伴う宗教的感情の高揚は、この目的のために格好の手段を提供した。

### ターズィエの様子
ヨーロッパ人が最初に目撃したのは1811年であった。舞台に必要なものは、大型のターブート（棺）や、「前に置かれる燈明台」、フサインの武器と旗である。詩人が導入部を語り、そのあと少年の合唱を背景に、フトバ（説教）のような哀歌を詠誦する。別の一組の男性合唱団が喪に服する女性の服装をして、女性や母親などの悲しみを表現する。観衆はカルバラーの土を固め麝香に浸したものを与えられ、「目もあてられないほどに悲しんで、それに額をつける」。ターズィエの費用を寄付することは功徳のある行為で、献金者はそれにより「天国に自らの宮殿を建てる」。
劇の形式は確定していないが、おおむね、上演前に長い語りがあり、一連の40から50の場面が続けて上演される。たとえその出来事が観客に知られていなくても、ドラマに緊迫感はない。というのは、上演前にそれらの出来事について、ガブリエルから預言者へ予告されたり、いくつもの夢の形であらかじめ見せられたりするからである。しかし、演技自体、特にフサインの渇きの苦しみの描写、戦闘、死にまつわるエピソードなどは極めて迫真的である。フサインの受難のできごとを象徴するために、『旧約聖書』の人物も導入される。国民の反アラブ感情も時折表面化するが、彼らの敵はなんといっても、フサイン殺害を命じたカリフ・ヤズィードと、致命傷を与えたと信じられているシムル、ないしはシャンマルである。
観客の興奮は刻一刻と高まる。しばしば、フサインの殺害者を演じる役者にリンチを加えかねないほどである。最終場面では、通常、殉教者の首級をカリフの宮殿に運ぶ行列が演じられる。道中で葬列が、キリスト教の修道院で足をとめる。と、修道院長はその首級をみて、ただちに自らの信仰を断つことを宣言し、イスラームに改宗する。首級がヤズィードの宮殿に到着したときに、偶然そこに居合わせて目撃した数人のキリスト教徒の外交官にも同じ変化が起きる。キリスト教徒のみならず、ユダヤ教徒、異教徒も、同様の影響を受ける。ライオンさえ、フサインの首級を前にして、頭を低く下げるのである。
これらのターズィエは本質的には教理をドラマ化したものである。シーア派の英雄たちの神学的発言が、劇中で絶えず引用される。しかしそれ以上に重要なことは、劇中でフサインの殉教を通して救済されるとの観念が、きわめて明確に、また強力に展開されることである。劇の一つのまさに冒頭で、ガブリエルがムハンマドに告げる（ここではハサンが弟と運命をともにしている）。「そなたの二人の孫が、卑劣な敵の手にかかり打ち果てるであろう。二人が神の掟を、何らかの形で破ったからではない。いや、宇宙の不死鳥よ！そなたの身内には誰一人、罪の穢れにそまった者はいない。むしろ彼らは、殉教者たちの顔が永遠に神に選ばれた者の輝きを表すように、イスラームを受け入れた者を救済するために犠牲になったのだ。そなたがもしや、そのような邪悪な者の罪の許しを望むのであれば、そなたの二つの薔薇が、時満たずして摘み取られることに、逆らってはいけない。」
政府軍に包囲されたフサインは、野営地で延々と会談をしたあと、ジンの援助を拒否する。と、ウマイヤ家の武将が預言者の孫を殺す有志を求める。シムルが応じて述べる。「我こそは流血の誉れ高き剣の所持者。ただこのために、母の胎を出てし者。審判の日の葛藤も心を煩わせはしない。ヤズィード（ウマイヤ朝カリフ）を崇め奉る者。神への恐れは皆無。主の大いなる御座を揺るがせ、震えさせることも可能だ。我こそアリーの子フサインの首級を上げ得る者。イスラームとは無縁。何ら懲罰を恐れることなく、軍靴で神の知恵の箱フサインの胸を、踏みにじってまいろう。
以下は、代表的な脚本である。
フサイン：「矢の傷、剣の傷の何と疼くことか。しかし、ああ神よ、裁きの日に、我がために我が民に慈悲を示し給え。死の時がきた。しかし、アクバル（彼の息子で、すでに殺害）がここにいない。神よ、預言者である祖父が今ここにいて、会うことができれば！」
預言者：「（登場しながら）愛しいフサインよ、迎えにきた、神の預言者、祖父が。そなたの儚い現し身の姿を見るために。愛し子よ、汝は我が民の手で、ついに殉教を遂げた！これこそ彼らからの報奨として、我が望むところ。ああ、神はありがたきかな！目をひらけ、愛し子よ。乱れた髪で祖父に目を注げ。もし心に何か望みがあれば、はっきりと告げよ。」
フサイン：「愛しいお祖父さん、もう生きるのは真っ平だ！むしろ次の世にいき、愛する人たちを訪ねたい。教友や、友人に会いたい。特に、愛する息子、アリー・アクバルに。」
預言者：「嘆くな、息子アリー・アクバルの殺害を。その死は全人類の集合の日に、我が罪深き人々のためになるであろうから。」
フサイン「アリー・アクバルの殉教が、御身の民への貢献であり、我が苦難が、御身のとなりしの業を可能にし、我が身のこのような災いが、御身の休息に寄与するのであるからには、御身の民の救済のために魂を捧げます、一度、二度ならず、千度でも。」
預言者：「嘆くな、愛しい孫よ。そなたもまた同じく、裁きの日に神への仲介者。今は渇きに喘いでいるが、明日はそなたはアル・カウサル（天国）の水の分配者。」
このようにして、カルバラーの事件の解釈に宇宙的意義が賦与される。受難劇として、キリストの死を強く想起させる。
最後の場面は我々を復活の日へと導く。預言者たちと罪人たちが墓場から立ち上がる。
書記：「（罪人たちに）皆のもの、どうだ、動転して口もきけぬな。口を閉ざした者ども。足枷や鎖、軛で身動きがとれぬ者ども。何故に煩悩と情欲の奴隷になった？何故に目方の足りぬ物を人々に売りつけた？さあ、番人、者どもを連れ去り、不滅の火の上で懲らしめるのだ。
罪人たち：「神の御使いよ！ああ、どうか好意をもって私たちを心に留めてください。私たちは衰弱していきます。走って救いにきてください。拷問を受け、悲しみだけを道連れに、この上ない苦痛を味わっています。私たちは罪人ですが、でもあなたの民であることも確かではないでしょうか？」
預言者：「大いなる神よ、慈悲を示し給え、我が民の罪に。ああ、主よ、苦悩と憂慮に悶える我に慈悲を示し給え。ああ神よ、情けを持って慈愛の松明に火をともし給え。御心によって我が民が、彼方の火に焼かれることを防ぎ給え。」
ガブリエル：「不従順な輩から身を引くのだ、主の預言者よ。この恥知らずたちを見捨て、これ以上、彼らについて語ってはならない。彼らにふさわしいのは、ただ、永遠の滅び。預言者よ、自らの持ち場に戻れ。今こそ神の正義が明らかにされるべき時であるから。」
預言者：「ああ、ガブリエル、どのようにして口を閉ざしていることに耐え得よう？どのようにして我に従う愛する者たちの、このような状態を静観し得よう？我が衣を引き裂こうとも、恥ではあるまい。ああガブリエル、採るべき最善の道を我に示したまえ。」
ガブリエル：「我が言葉に耳を傾けよ、理解力を授けられたすべての民の目標で、望みなる者よ。この窮状の打開を志すのであれば、カルバラーからフサインを呼び寄せるのだ。破滅の泥沼から罪人の足を抜き出し得るのは、ただフサインのみであるから。もしやあのノアが来て、この船の水先案内をすれば、船は必ず岸なき大洋を安全に航行するであろう。」
フサインが容赦し難い様子で登場する。彼は自分の家族が受けた苦しみへの復讐を要求し、各人が味わうことを余儀なくされた苦痛を詳述する。
預言者：「フサインよ！数々の苦しい経験をしたに違いない！誰がそのような辛い物語に耳を傾け得よう！殉教は、まぎれもなくそなたの王冠。試練はそなたを神のおそばへ導き、神とそなたの間に、強力な連携を打ち建てることであろう。これまでの艱難を嘆いてはならない。とりなしの樹に実を結ばせるのだ。そして今や、我が民の中の罪人たちのために、心を砕くのだ。」
フサイン：「ああ、この世の創造主、造り人よ、聞き入れたまえ。敵に馬から突き落とされたときにかけて、ゼイナブがシムルに慈悲を乞うたときにかけて。もっともシムルは、ゼイナブが我が目を閉じることを許さず、彼女が我がために泣くことも許可しなかったが、あの者どもの邪悪な行為を、慈悲をもって許し給え。彼らの非道を、喜びを持って許し給え。」
ガブリエルが主の裁定を発表する。「ほとんどの艱難を経験し、ほとんどの苦痛に耐え、困苦の中にあっても最も忍耐を示した者、その者に、仲介者としての特権を勝ち取らせる。」
ガブリエルが預言者に告げる。「このとりなしの鍵を我が手より、最大の試練の数々を経験した者に与えよ。」
預言者たちの中で、悲しみと苦しみをフサインと競えるのは、たたヤコブのみである。
ガブリエルが再登場し、預言者の手から裁定を受け取り、次のようなメッセージを手渡す。
「かつて誰もフサインほどの痛みと災いに苦しんだものはいない。誰も彼ほど、主に従順に仕えた者はいない。これまでに行ったすべての事柄において、誠実でない歩みをしたことのない者。汝は、その者の手に、天国の鍵を委ねよ。とりなしの業の特権は、ひとえに彼のもの。我が特別の恩寵により、フサインはすべての民の仲介者である。「
預言者：「（鍵を手渡しながら）さあ、行け、炎のなかから救出せよ。生涯にそなたのために、ほんの一滴であれ、涙を流した人のすべてを。そなたをどのような方法であれ、助けた人すべてを。そなたの廟を参詣した人、そなたに弔意を表した人のすべて、そしてそなたのために、悲劇的な詩句を綴った人のすべてを。それぞれの人を、そしてすべての人を天国へ連れて行け。」
フサイン：「ああ友よ、悲しみから救出されよ。そして祝福された者の館について来るのだ。悲しみは去った。今や歓喜と休息のとき。苦難は過ぎ去り、安楽と安堵のとき。」
罪人たち：「（天国に入りながら）神は讃むべきかな！フサインの恩寵によって幸福になり、彼の恵みによって破滅から救出された。フサインの愛情深い優しさによって、我々の道は薔薇と花々で飾られた。かつて茨や薊であった我々が、フサインの慈悲深いとりなしによって杉になれた。」

## インド亜大陸とカリブ海地域のターズィエ
ターズィエは、パキスタン＝インド亜大陸に住むシーア派の人々の間でも演じられている。さらに、インド系移民の多いカリブ海地域でも「ターズィエ」が祭りとして行われている。カリブ海地域におけるターズィエは、スンナ派、シーア派、ヒンドゥー教徒の垣根を越えて派手に催され、インド系移民の絆を深める行事になっている。